# Palazzo Torrusio
Palazzo Mogrovejo, anche noto come Palazzo Ducale, è una struttura nobiliare situata nel comune di Cannalonga, in provincia di Salerno. Il palazzo è situato nella centrale Piazza del Popolo, in pieno centro storico, di fronte al municipio ed a fianco alla chiesa di Santa Maria Assunta.

## Storia
Il palazzo è originario del XVI secolo, appartenne alle famiglie nobili dei duchi Falletti di Cannalonga e dei Mogrovejo. Uno dei membri della detta famiglia spagnola, Turibio de Mogrovejo, è oggi santo compatrono cannalonghese.